# Jan Lehane
Pour les articles homonymes, voir Lehane.
Jan Lehane épouse O'Neill (née le 9 juillet 1941 à Grenfell) est une joueuse de tennis australienne des années 1960 et 1970.
Elle a atteint quatre finales consécutives aux Internationaux d'Australie entre 1960 et 1963, à chaque fois battue sèchement par Margaret Smith Court.